# Махерн
Махерн (нім. Machern) — громада в Німеччині, розташована в землі Саксонія. Входить до складу району Лейпциг.
Площа — 38,87 км2. Населення становить 6784 ос. (станом на 31 грудня 2020).